# Szimónia
Szimónia (latinul simonia) a neve annak a kánonjogi vétségnek, amelynek lényege egyházi és lelki javak anyagi előnyök révén történő megszerzése vagy áruba bocsátása. Ezt a tevékenységet a 451-ben megtartott khalkédóni zsinat 2. fegyelmi kánonja nevesítette és ítélte el. További szabályokat fogadott el a második lateráni zsinat.

## A név eredete
A megnevezés a bibliai Simon mágus nevéből származik, aki Az apostolok cselekedetei 8,5-24 szerint pénzt ajánlott Jézus tanítványainak azért, hogy hatalmat kapjon a Szentlélek közvetítésére, de a Szentlélek átadása persze nem vásárolható meg, hisz Istentől kapott ajándék.
"...Amikor Simon látta, hogy az apostolok kézrátétellel közvetítik a Szentlelket, pénzt ajánlott fel nekik: "Adjatok nekem is olyan hatalmat - mondta -, hogy akire csak ráteszem a kezem, megkapja a Szentlelket." Péter elutasította: "Vesszen el a pénzed veled együtt, mert azt hitted, hogy az Isten ajándékát pénzen meg lehet venni...."
Ezért lett ez aztán szinonimája az egyházi hatalom megvásárlásának.

## Az anyagi előny fajtái
- manus a manu: pénz
- manus a lingua: pártfogás
- manus ab obsequio: teljesített szolgálatok

## Fajtái a  megvalósítás állapota szerint
- mentatis: még csak a szándék áll fenn
- conventionalis: már az alku is létrejött
- realis: a teljesítés megtörtént
- pura, ha még egyik fél sem foganatosította
- mixta, ha még csak az egyik fél foganatosította.